# 陳貞
陳貞，又稱陳真，福建福州府侯官县人，明朝政治人物、進士出身。

## 生平
建文四年，福建壬午乡试中舉。永樂二年（1404年），登甲申科進士。